# Arcueil
Arcueil är en kommun i departementet Val-de-Marne i regionen Île-de-France i norra Frankrike. Kommunen ligger i kantonen Arcueil som tillhör arrondissementet L'Haÿ-les-Roses. År 2022 hade Arcueil 21 868 invånare.

## Befolkningsutveckling
Antalet invånare i kommunen Arcueil
| Referens: INSEE |